# Riu Nagar (Bangladesh)
Nagar és un petit riu de Bangladesh. Neix al districte de Bogra i entra al districte de Rajshahi i després d'un curs d'uns 30 km en aquest darrer districte desaigua al riu Gur, nom que es dona al riu que s'ha format poc abans per la unió de l'Atrai i el Jamuna.